# St.-Michael-Straße 56 (Magdeburg)

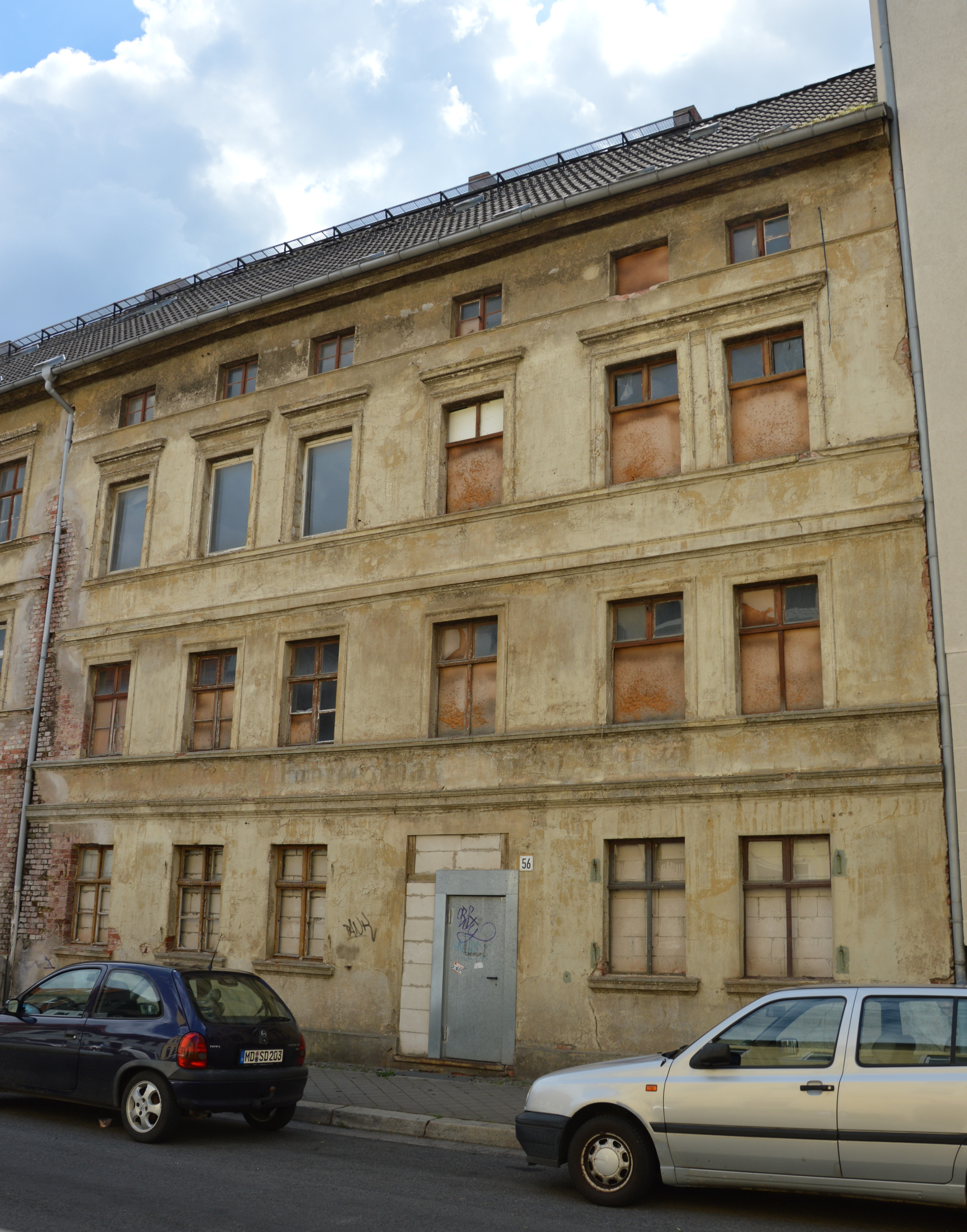
St.-Michael-Straße 56

Das Haus St.-Michael-Straße 56 ist ein denkmalgeschütztes Gebäude im Magdeburger Stadtteil Sudenburg in Sachsen-Anhalt.

## Lage
Es befindet sich auf der Südseite der St.-Michael-Straße unweit ihres östlichen Endes. Östlich des Hauses befindet sich das gleichfalls denkmalgeschützte Gebäude St.-Michael-Straße 56a.

## Architektur und Geschichte
Das dreigeschossige verputzte Wohnhaus entstand in der Mitte der 1860er Jahre. Der schlicht gestaltete, traufständige Bau verfügt über eine Fassade im Stil des Spätklassizismus und wurde durch den Maurermeister Behrendt für den Fuhrmann Carl Ziebke errichtet. Die Gliederung der Fassade erfolgt durch Zwischengesimse und zurückhaltend eingesetzte Fensterprofile im für die Bauzeit typischen Stil. Bedeckt ist das Gebäude durch ein Satteldach.
Das historische Mietshaus bildet mit den benachbarten Häuser St.-Michael-Straße 56a und St.-Michael-Straße 57 eine das Straßenbild prägende Gruppe. Es gilt als ein wichtiges Beispiel für ein einfaches Mietshaus aus der frühen Phase der Gründerzeit in Sudenburg.
Derzeit (Stand 2016) steht das Gebäude leer und ist sanierungsbedürftig.
Im örtlichen Denkmalverzeichnis ist das Wohnhaus unter der Erfassungsnummer 094 71420 als Baudenkmal verzeichnet.